# Marmorosphax
Marmorosphax is een geslacht van hagedissen uit de familie skinken (Scincidae).

## Naam en indeling
De wetenschappelijke naam van de groep werd voor het eerst voorgesteld door Ross Allen Sadlier in 1987. Er zijn vijf soorten, waarvan er drie zijn beschreven in 2009.

## Verspreiding en habitat
Alle soorten komen endemisch voor in Nieuw-Caledonië.
De habitat bestaat uit verschillende typen bossen, de hagedis leeft op de bodem in de strooisellaag en schuilt onder stenen.

## Beschermingsstatus
Door de internationale natuurbeschermingsorganisatie IUCN is aan alle soorten een beschermingsstatus toegewezen. Marmorosphax tricolor heeft veruit het grootste verspreidingsgebied en wordt beschouwd als 'veilig' (Least Concern of LC). De soorten Marmorosphax boulinda en Marmorosphax montana worden gezien als 'kwetsbaar' (Vulnerable of VU). De soorten Marmorosphax kaala en Marmorosphax taom ten slotte staan te boek als 'ernstig bedreigd' (Critically Endangered of CR).

## Soorten
Het geslacht omvat de volgende soorten, met de auteur en het verspreidingsgebied met waar bekend de hoogte boven zeeniveau waarop de soort voorkomt.
| Naam                  | Auteur                                 | Verspreidingsgebied            |
| --------------------- | -------------------------------------- | ------------------------------ |
| Marmorosphax boulinda | Sadlier, Smith, Bauer & Whitaker, 2009 | Nieuw-Caledonië                |
| Marmorosphax kaala    | Sadlier, Smith, Bauer & Whitaker, 2009 | Nieuw-Caledonië (400 - 600 m)  |
| Marmorosphax montana  | Sadlier & Bauer, 2000                  | Nieuw-Caledonië (900 - 1000 m) |
| Marmorosphax taom     | Sadlier, Smith, Bauer & Whitaker, 2009 | Nieuw-Caledonië (1100 m)       |
| Marmorosphax tricolor | Bavay, 1869                            | Nieuw-Caledonië                |